# そんなんじゃねえよ
『そんなんじゃねえよ』は、和泉かねよしによる日本の漫画作品。
2002年から2006年に、『Betsucomi』（小学館）に連載。2005年に、第51回小学館漫画賞少女向け部門を受賞。ごく平凡な女子高生と、彼女を溺愛する美形で有名な双子のシスコンの兄たちとの恋と兄妹愛、家族愛を描いたラブコメディー作品。単行本は全9巻が小学館から発売された。

## 概要
初出は『Betsucomi』2002年11月号。同誌2006年6月号で完結。全38話。女子高生の主人公の学園生活を中心に、兄妹愛と家族愛をシリアスかつ独特のコメディータッチで描いた作品。登場人物の台詞やモノローグは歯に衣着せず棘があり、作者特有のギャグセンスがちりばめられている点に特徴がある。

## あらすじ
地域でも美形で有名な高校生の双子・真宮烈と真宮哲の通称 真宮ブラザーズ 。彼らが溺愛する妹・静は、容姿も人並みで、兄と比較されてはコンプレックスを抱いてきた。高校生活では兄離れして恋もしたいと思う静だが、溺愛する烈・哲や周囲がそうはさせてくれない。そんな中、烈と哲が思い出したのは、2歳ぐらいの時、母に連れられて突然家にやってきた静の姿だった。静とは血のつながりがないのでは。そんな2人の会話が静のクラスメートに聞かれてしまい、翌日には学校中が知ることになる。
これまで兄として見ていた烈と哲から「もし兄でなくなっても、どちらかを彼氏に選べ。」と言われ、戸惑う静。やがて、3人の関係に、少しずつ変化が生じてくる。

## 主な登場人物
声はドラマCDの担当。
真宮 静（まみや しずか）
声 - 清水香里
條西高校1年生。烈と哲を兄に持つ。容姿は「中の上」で、いつも美形で有名な兄たちと比較され、コンプレックスを抱いている。涼子と俊二の娘。表向きには烈と哲とは実の兄妹だったが、実は烈とは異母兄妹で哲とは従兄妹の関係だった。

真宮 烈（まみや れつ）
声 - 遊佐浩二
條西高校2年生。哲とともに美形の 真宮ブラザーズ として地域の有名人。妹・静を溺愛するシスコン。血の気が多く、けんかっ早い。実は、享一の妻七瀬と静の実父俊二の息子。実の父より伯父の享一に容貌が似ているが故、このことが物語後半である人物の思い違いを起こしてしまう。
真宮 哲（まみや てつ）
声 - 櫻井孝宏
條西高校2年生。烈とともに美形の 真宮ブラザーズ として地域の有名人。妹・静を溺愛するシスコン。成績優秀。低血圧で、寝起きが悪い。発言もときに冷血。実は、静の伯父享一の息子。静と烈とはいとこ同士にあたる。物語後半で実の母親が誰だったのかを知る。
真宮 涼子（まみや りょうこ）
声 - 田中敦子
静、烈、哲の母。J大付属病院の看護士。学生時代、ミスコン女王に輝いた経歴を持つ美女。今も自ら美女と豪語する女王様体質。料理は不得手。夫・俊二とは死別し、3人の子どもを育ててきた。実は、３人の子供達の中で静だけが血の繋がった実子。血の繋がらない烈と哲のことも実子同然に育てあげる。
山路 可菜子（やまじ かなこ）
声 - 河原木志穂
涼子の友人の娘で、静のクラスに転校してきた。自らを 'カナ姫' と呼んではばからないイタい性格。
仁村 倫（にむら ひとし）
静のクラスメート。涼子の勤める病院を退院後、復学して静と出会う。静に興味を持ち、言い寄ってくる。実は、哲の実母である遙の息子である為、哲とは異父兄弟の関係。
真宮 俊二（まみや しゅんじ）
涼子の夫。静と烈の実父。涼子と結婚していたが烈の母親の七瀬と関係を持ってしまい、烈を儲けてしまう。兄の享一夫婦とともに交通事故に遭い、静が生まれる前に死去。
真宮 享一（まみや きょういち）
俊二の兄。哲の実父。妻の七瀬とは学生結婚。既婚者でありつつも妻との関係は冷め切っていた。そんな時に知り合った女性と恋愛関係になってしまい、哲を儲ける。妻や弟の俊二とともに交通事故に遭い死去。
仁村 遙（にむら はるか）
静のクラスメート仁村倫の母親。かって既婚者の享一と恋に落ち、不倫関係にあった。物語後半で哲の実の母親であることが明らかになる。しかし、哲の父親の享一に執着するあまり、見た目が享一そっくりな烈のほうを自分の産んだ息子だと思い違いをしてしまい、自分の産んだ本当の息子の哲を享一の妻、七瀬と享一の息子だと勘違いしてしまい哲に対して憎しみと嫌悪感を抱く。